# NGC 2992
NGC 2992 is een spiraalvormig sterrenstelsel in het sterrenbeeld Waterslang. Het hemelobject werd op 8 februari 1785 ontdekt door de Duits-Britse astronoom William Herschel.

## Synoniemen
- MCG -2-25-14
- Arp 245
- IRAS09432-1405
- PGC 27982